# Like a Dragon: Pirate Yakuza in Hawaii
Like a Dragon: Pirate Yakuza in Hawaii — пригодницька відеогра розроблена командою Ryu Ga Gotoku Studio під видавництвом Sega. Pirate Yakuza in Hawaii вийшла одночасно у всьому світі на Play Station 4, Play Station 5, Xbox One, Xbox Series та Microsoft Windows через Steam 20 лютого 2025 року.
Це спіноф до основної серії Yakuza, дія якого відбуваються після подій Like a Dragon: Infinite Wealth. Гра зосереджується на постійному другорядному персонажі франшизи, Маджімі Ґоро, який вирушає в нову пригоду на Гавайських островах в піратському сетингу.

## Ігровий процес

На скріншоті показано використання прийому «Скажена псарня»: шкала безумства заповнена до максимуму і, використовуючи стиль Скаженого пса, Маджіма викликає своїх двійників

Pirate Yakuza in Hawaii — це пригодницька гра у жанрі побий усіх з відкритим світом і видом від третьої особи, де гравець управляє Маджімою Ґоро. Геймплейно гра наслідує старші тайтли франшизи, використовуючи добре знайому гравцям серії механіку адреналіну та ефектних бойових прийомів і добивань. Подібно до Yakuza 0, Маджімі доступно кілька бойових стилів — його фірмовий стиль з ножем «Скажений пес», до якого додали низку оновлених прийомів; і новий стиль «Морський пес», який дозволяє Маджімі використовувати парні шаблі та вогнепальну зброю. Бьючись з ворогами, гравці заряджають окрему «шкалу безумства», після заповнення якої Маджімі стає доступним особливий бойовий прийом — «Скажена псарня» для створення кількох своїх двійників, що стануть значною допомогою в бою, для стилю Скаженого пса; і «Виклик темного бога», що дозволить провести масовану атаку на всіх ворогів на полі бою, для стилю Морського пса.
Тут присутня механіка покращення зброї і спорядження. Проте, на відміну від попередніх ігор серії, спорядження Маджіми представлене перснями, всього яких десять — по одному на кожен палець правої і лівої руки. Кожен перстень має свої характеристики і може одягатися тільки на конкретний палець. Особливо рідкісні персні, що гравці можуть знайти під час проходження, утворюють специфічні комбінації між собою, значно покращуючи характеристики та бойові прийоми.
Гравці також можуть зібрати піратську команду і модернізувати свій власний корабель, на якому будуть досліджувати ігровий світ і вступати в бій з іншими піратами. Морські битви тут мають багато схожостей з Assassin's Creed IV: Black Flag. Гравці управляють кораблем, де їм доступні декілька видів гармат. Достатньо пошкодивши ворожий корабель, його можна взяти на абордаж, де разом з попередньо сформованою командою, Маджіма повинен перемогти команду супротивника.

## Сюжет

### Сетинг
Дія Pirate Yakuza in Hawaii відбувається у 2024 році, через півроку після подій Like a Dragon: Infinite Wealth. Події розгортаються у чотирьох локаціях: відомі з попереднього тайтлу франшизи реалістичне відтворення Гонолулу та вигаданий Острів Неле, що є святим місцем релігійної групи Палекана, а також віддалений острів Річ-Айленд і піратський притон Мадлантіс.
Через невідомі обставини Маджіма (Уґакі Хіденарі) опинився на острові, не маючи жодних спогадів про своє минуле життя. Врятований хлопчиком на ім'я Ноа Річ, Маджіма опиняється втягненим у новий конфлікт, в якому беруть участь як місцеві гавайські пірати, так і японські якудза. 

## Розробка
- 15см акрилова підставка з Ґоро Маджімою
- тканинний піратський стяг
- брош у вигляді золотої монети
- піратська пов'язка на око
- внутрішньоігрові предмети (легендарні члени корабельної команди, скіни корабля, додаткова пісня у караоке)

Колекційне видання Pirate Yakuza in Hawaii:
- 15см акрилова підставка з Ґоро Маджімою
- тканинний піратський стяг
- брош у вигляді золотої монети
- піратська пов'язка на око
- внутрішньоігрові предмети (легендарні члени корабельної команди, скіни корабля, додаткова пісня у караоке)

Розробка почалася задовго до виходу Infinite Wealth і вперше Йокояма натякнув на неї в грудні 2023 року. За словами Йокоями, сама концепція таких спінофів як The Man Who Erased His Name та Pirate Yakuza є доволі ризикованою для розробників через їхній компактний розмір і невеликий масштаб, але позитивна реакція гравців дала команді зелене світло на розробку. Йокояма протягом тривалого часу розмірковував над грою у морському сетингу, де можна буде битися з ворожими кораблями, таким чином «такі ключові слова, як “корабель”, “море” та “битви”, які відтоді закарбувалися в моїй голові, перетворилися на концепцію піратів». Pirate Yakuza in Hawaii була анонсована 20 вересня 2024 року на щорічному тематичному івенті студії RGG Summit 2024. Пізніше, у жовтні Ryu Ga Gotoku повідомили, що розробка проєкту іде краще ніж передбачалося, тож реліз гри перенесли на тиждень раніше запланованого, оновивши дату з 28 лютого 2025 року на 21. 13 лютого, за тиждень до релізу, стала доступна безплатна демо-версія на платформах PlayStation 5, Xbox Series та Microsoft Windows через Steam.

### Маркетинг
Разом з анонсом самої гри, Sega анонсували «Колекційне видання», що буде доступне як в електронному вигляді для передзамовлення у Steam, так і фізічний стілбокс, до якого крім внутрішньоігрових предметів увійдуть бонуси у вигляді 15-ти сантиметрової акрилової підставки з зображенням протагоніста гри, тканинний піратський флаг, піратська пов'язка на око та брош у вигляді золотої монета.

## Оцінки і відгуки
| Агрегатор  | Оцінка                              |
| ---------- | ----------------------------------- |
| Metacritic | ПК: 80/100 PS5: 79/100 XSXS: 87/100 |

| Видання        | Оцінка |
| -------------- | ------ |
| Eurogamer      | 4/5    |
| GameSpot       | 7/10   |
| GamesRadar+    | 4/5    |
| IGN            | 8/10   |
| PC Gamer (США) | 7/10   |
| RPGFan         | 8,2/10 |
| Shacknews      | 8/10   |
| VG247          | 5/5    |

Pirate Yakuza in Hawaii отримала «загалом позитивний» рейтинг на агрегаторі рецензій Metacritic, набравши від 79 до 87 балів на усіх доступних платформах.
Рецензенти зійшлись у думці, щодо наземної боївки у грі, називаючи її «новою вершиною серії», але мали змішані почуття щодо механіки морських битв. За словами Меґ Пелліціо з The Gamer: «Найбільше в Pirate Yakuza мене вразили наземні бої. Я завжди віддавала перевагу бойовій системі в реальному часі, а не покроковій, яку зараз використовують основні ігри серії. І Pirate Yakuza демонструє цю систему у найкращому її вигляді.[...]Різниця між стилями Морського і Скаженого пса відчувається набагато суттєвішою, ніж відмінності між бойовими стійками Кірію в минулих іграх». Річард Векліг з GameSpot вважає, що «морські бої не можна назвати поганими, вони просто поверхневі», проте рукопашні сутички називає чи не найкращим аспектом всієї гри. Еббі Стоун з PC Gamer називає дослідження ігрового світу на кораблі «нудним», додаючи, що «стандартний рівень складності взагалі не становить жодного виклику — будь-які кораблі, що трапляються на шляху, йдуть на дно після кількох ударів». Джонатан Лоґан з RPGFan похвалив «захоплюючу систему керування екіпажем», але назвав морські сутички «невиразними» та «посередніми». Рецензент з Sharknews, хоч і не мав претензій до самих битв, зауважив, що «острови зі скарбами відчуваються доволі прісно на фоні решти світу».
Сюжетна складова не викликала нарікань у рецензентів з ігрових видань. За словами Джеймса Делі з GamesRadar+: «Хоча сюжет може здатися малоймовірним у порівнянні з попередніми частинами Like a Dragon, які зазвичай мають більш приземлені кримінальні драми як основний мотив, Pirate Yakuza все одно не виглядає надто надуманою. Фантастичний піратський елемент органічно переплітається з комедією та мелодрамою, граючи на людських зв’язках та вчасно нагадуючи про серйозність подій. Крім того, через амнезію, яка позбавила Маджіму відчуття цинізму, виробленого роками боротьби, його погляд на життя став більш оптимістичним, що робить його ще більш привабливим героєм як для гравців, так і для персонажів у грі». На думку Марка Варрена з VG247: «[...] історія Маджіми унікальна не лише тому, що гра посилює ексцентричність серії до максимуму, коли це має сенс, але й тому, що вона передає інший погляд на життя, на відміну від пригод Кірію з особливо жорсткої The Man Who Erased His Name. Те, що спершу можна сприйняти як безтурботне, дитяче прагнення до життя, яке межує з нігілістичним ухилянням від відповідальності, адже Маджіма здається, що нехтує всім, що забув, у своєму бажанні зберегти відчуття адреналіну від буремної пригоди, з часом переростає у щось більше».